# Saison 2 de Lie to Me
Chronologie
Saison 1 Saison 3
Cet article présente les vingt-deux épisodes de la deuxième saison de la série télévisée américaine Lie to Me.

## Synopsis
Le Dr Cal Lightman, psychologue expert en détection de mensonges par l'analyse de « micro-expressions », vend les services de son équipe aux services de l'État américain pour les aider à résoudre des enquêtes criminelles et civiles particulièrement difficiles à analyser.

## Distribution

### Acteurs principaux
- Tim Roth (VF : Nicolas Marié) : Dr Cal Lightman
- Kelli Williams (VF : Laura Préjean) : Dr Gillian Foster
- Monica Raymund (VF : Anne Dolan) : Ria Torres
- Brendan Hines (VF : Jean-Pierre Michaël) : Eli Loker
- Hayley McFarland (VF : Kelly Marot) : Emily Lightman
- Mekhi Phifer (VF : Didier Cherbuy) : Ben Reynolds

### Acteurs récurrents
- Jennifer Beals (VF : Danièle Douet) : Zoe Landau, avocate et ex-femme de Cal Lightman
- Kristen Ariza (VF : Maïté Monceau) : Heidi, la réceptionniste du groupe Lightman
- Melissa George (VF : Laurence Dourlens) : Clara Musso, une femme d'affaires qui décide d'investir dans le Groupe Lightman
- Jennifer Marsala (VF : Laurence Sacquet) : Anna
- Max Martini (VF : Jean-Pascal Quilichini) : Dave Burns
- Monique Gabriela Curnen (VF : Marjorie Frantz) : inspecteur Sharon Wallowski

### Invités
- Erika Christensen (VF : Caroline Pascal) : Sophie / Trisha / Jessie / RJ (épisode 1)
- Richmond Arquette (VF : Xavier Fagnon) : Trent (épisode 1)
- Michael Raymond-James (VF : Maël Davan-Soulas) : Kevin (épisode 1)
- Anthony Starke (VF : Jean-François Vlérick) : Kyle (épisode 1)
- John Carroll Lynch : M. Reed (épisode 2)
- Chadwick Boseman : Cabe Mcneill (épisode 2)
- James Marsters (VF : Serge Faliu) : le procureur Jay Pollack (épisode 2)
- John Pyper-Ferguson (VF : Laurent Mantel) : Jamie Cowley (épisode 2)
- Marc Blucas (VF : Bruno Raina) : Jack Rader, rival de Cal (épisode 3)
- Patrick J. Adams (VF : Mathias Kozlowski) : Lou Nemeroff (épisode 3)
- Mary Matilyn Mouser : Tyler Seeger (épisode 3)
- José Zúñiga (VF : Xavier Fagnon) : l’inspecteur Molina (épisode 3)
- Garret Dillahunt (VF : Vincent Ropion) : Eric Matheson (épisode 4)
- Lennie James : Terry March (épisode 5)
- Pasha D. Lychnikoff (VF : Bernard Métraux) : Jones (épisode 5)
- Jay R. Ferguson (VF : David Krüger) : Jimmy (épisode 5)
- James Frain (VF : Bernard Gabay) : McMillan (épisode 5)
- Alicia Coppola : Sheila Redatti (épisode 6)
- Brian Howe : Garrett Denning (épisode 6)
- Arlene Tur (VF : Julie Dumas) : Kimy (épisode 6)
- Daniel Ross (VF : Yoann Sover) : Max Roland (épisode 7)
- Nick Searcy : M. Donnelly (épisode 7)
- Michael A. Goorjian (VF : Alexandre Gillet) : Franko James Vincent / Glen Welsh (épisode 8)
- Jason Gedrick (VF : Bruno Choël) : John Parks (épisode 8)
- Mark Rolston (VF : Gabriel Le Doze) : Ed Komisky (épisode 8)
- April Grace (VF : Maïk Darah) : Mme Lennox (épisode 8)
- Abby Brammell : Poppy Wells (épisode 9)
- Ricky Jay (VF : Max André) : Mason Brock (épisode 9)
- Sean Bridgers (VF : Philippe Vincent) : Harold Clark (épisode 10)
- Felicia Day : Miss Angela (épisode 10)
- Miguel Ferrer (VF : Patrick Messe): Bill Steele (épisode 10)
- Jason Dohring (VF : Charles Pestel) : Martin Walker (épisode 11)
- Howard Hesseman (VF : Max André) : Sam Hendricks (épisode 11)
- Ashley Johnson : Valery (épisode 11)
- Rowena King (VF : Julie Dumas) : Helen Dezekis (épisode 11)
- Mark Harelik (VF : Guy Chapellier) : Mercier (épisode 12)
- Angus Macfadyen (VF : Bernard Métraux) : Jimmy Doyle (épisode 12)
- Raphael Sbarge (VF : Guillaume Lebon) : Richard Procer (épisode 12)
- Max Greenfield : Damian Musso (épisode 13)
- Bruce Weitz (VF : Bernard Tiphaine) : Leo O’Sullivan (épisode 13)
- Enver Gjokaj (VF : Jérémy Prévost) : le sergent Turley (épisode 14)
- Michael Irby (VF : Cyrille Monge) : Ronnie Bacca (épisode 14)
- Alona Tal (VF : Marie Millet) : Becky Turley (épisode 14)
- Khary Payton (VF : Thierry Desroses) : le capitaine Stan Renshaw (épisode 14)
- Eric L. Haney (VF : Thierry Murzeau) : le colonel Cap Powler (épisode 14)
- Tzi Ma (VF : Jean-Claude Donda) : Mr Chen (épisode 15)
- Theo Rossi (VF : Emmanuel Garijo) : l’Officier Tressler (épisode 15)
- Ned Schmidtke (VF : Thierry Murzeau) : Don Galpern (épisode 15)
- Chris Tardio (VF : Fabien Jacquelin) : agent Hollander (épisode 15)
- Jessica Tuck (VF : Gaëlle Savary) : la directrice du foyer pour mineurs (épisode 16)
- Alyssa Diaz (VF : Marie-Eugénie Maréchal) : Ava Torres, la sœur de Ria (épisode 16)
- Richard Burgi (VF : Bernard Lanneau) : Gouverneur Charles Brooks (épisode 17)
- Todd Grinnell (VF : Jérémy Prévost) : Trevor Addison (épisode 17)
- Jerrika Hinton (VF : Fily Keita) : Robin (épisode 17)
- Sheryl Lee (VF : Dorothée Jemma): Janet Brooks (épisode 17)
- Kenneth Mitchell (VF : Alexis Victor) : Duane Corey (épisode 17)
- Tommy Flanagan (VF : Gabriel Le Doze) : Ron Marshall (épisode 18)
- Conor O'Farrell (VF : Guy Chapellier) : Bernard Dillon (épisodes 18 et 22)
- Rick Gonzalez : Raoul (épisode 18)
- Kenneth Allen Johnson (VF : Damien Boisseau) : Malcolm Hesslar (épisode 19)
- Catherine Dent (VF : Véronique Augereau) : Faye Sheridan (épisode 19)
- Natalie Dreyfuss (VF : Adeline Chetail) : Molly Hawkins (épisode 21)
- Patrick Fischler (VF : Laurent Morteau) : Olson (épisode 21)
- Tiffany Hines (VF : Jessica Monceau) : Lacey (épisode 21)
- Dean Norris (VF : Jean-François Aupied) : Dawkins (épisode 21)
- Giancarlo Esposito (VF : Jean-Louis Faure) : Beau Hackman (épisode 22)
- Brian Goodman (en) (VF : Marc Alfos) : Dale Anslinger (épisode 22)

## Liste des épisodes

### Épisode 1:Alter ego
- États-Unis /  Canada : 28 septembre 2009 sur FOX / Global[1]
- Suisse : 19 mai 2010 sur TSR1
- France : 3 juin 2010 sur M6
- Belgique : 30 octobre 2010 sur Be Séries[2]
- Québec : 25 août 2010 sur V

- États-Unis : 7,73 millions de téléspectateurs[3] (première diffusion)
- Canada : 2,05 millions de téléspectateurs[4] (première diffusion)

- Erika Christensen (Sophie / Trisha / Jessie / RJ)

### Épisode 2:Femmes sous influence
- États-Unis /  Canada : 5 octobre 2009 sur FOX / Global
- Suisse : 19 mai 2010 sur TSR1
- France : 3 juin 2010 sur M6
- Belgique : 30 octobre 2010 sur Be Séries
- Québec : 1er septembre 2010 sur V

- États-Unis : 8,06 millions de téléspectateurs[5] (première diffusion)
- Canada : 2,07 millions de téléspectateurs[6] (première diffusion)

- Chadwick Boseman (Cabe Mcneill)
- John Carroll Lynch (M. Reed)
- James Marsters (un procureur)

### Épisode 3:Marchands d'espoirs
- États-Unis /  Canada : 12 octobre 2009 sur FOX / Global
- Suisse : 26 mai 2010 sur TSR1
- France : 10 juin 2010 sur M6
- Belgique : 6 novembre 2010 sur Be Séries
- Québec : 8 septembre 2010 sur V

- États-Unis : 7,87 millions de téléspectateurs[7] (première diffusion)
- Canada : 1,89 million de téléspectateurs[8] (première diffusion)

- Marc Blucas (Jack Rader, chef d'une entreprise rivale)

### Épisode 4:La Culpabilité
- États-Unis /  Canada : 19 octobre 2009 sur FOX / Global
- Suisse : 26 mai 2010 sur TSR1
- France : 10 juin 2010 sur M6
- Belgique : 6 novembre 2010 sur Be Séries
- Québec : 15 septembre 2010 sur V

- États-Unis : 7,79 millions de téléspectateurs[9] (première diffusion)
- Canada : 1,9 million de téléspectateurs[10] (première diffusion)

- Garret Dillahunt (Eric Matheson)

### Épisode 5:Un ami qui vous veut du bien
- États-Unis /  Canada : 26 octobre 2009 sur FOX / Global
- Suisse : 2 juin 2010 sur TSR1
- France : 10 juin 2010 sur M6[11].
- Belgique : 13 novembre 2010 sur Be Séries
- Québec : 22 septembre 2010 sur V

- États-Unis : 6,33 millions de téléspectateurs[12] (première diffusion)
- Canada : 1,85 million de téléspectateurs[13] (première diffusion)

- Lennie James (Terry March)
- James Frain (McMillan)

### Épisode 6:L'Homme à abattre
- États-Unis /  Canada : 9 novembre 2009 sur FOX / Global
- Suisse : 2 juin 2010 sur TSR1
- France : 11 novembre 2010 sur M6[14]
- Belgique : 13 novembre 2010 sur Be Séries
- Québec : 29 septembre 2010 sur V

- États-Unis : 7,41 millions de téléspectateurs[15] (première diffusion)
- Canada : 1,8 million de téléspectateurs[16] (première diffusion)
- France : 3,27 millions de téléspectateurs[17]

- Alicia Coppola (Sheila Redatti)
- Brian Howe (Garrett Denning)

### Épisode 7:La Quête de la vérité
- États-Unis /  Canada : 16 novembre 2009 sur FOX / Global
- Suisse : 2 juin 2010 sur TSR1
- France : 11 novembre 2010 sur M6
- Belgique : 20 novembre 2010 sur Be Séries
- Québec : 6 octobre 2010 sur V

- États-Unis : 7,23 millions de téléspectateurs[18] (première diffusion)
- Canada : 1,81 million de téléspectateurs[19] (première diffusion)

- Nick Searcy (M. Donnelly)
- Daniel Owen Ross (Max)

### Épisode 8:Raisons d'État
- États-Unis /  Canada : 23 novembre 2009 sur FOX / Global
- Suisse : 9 juin 2010 sur TSR1
- France : 18 novembre 2010 sur M6
- Belgique : 20 novembre 2010 sur Be Séries
- Québec : 13 octobre 2010 sur V

- États-Unis : 7,16 millions de téléspectateurs[20] (première diffusion)
- Canada : 1,87 million de téléspectateurs[21] (première diffusion)

- Michael A. Goorjian (Franko James Vincent / Glen Welsh)
- Jason Gedrick (John Parks)
- Mark Rolston (Ed Komisky)
- April Grace (Mrs. Lennox)

### Épisode 9:Casino Royale
Pour les articles homonymes, voir Casino Royale.
- États-Unis /  Canada : 30 novembre 2009 sur FOX / Global
- Suisse : 9 juin 2010 sur TSR1[22]
- France : 18 novembre 2010 sur M6
- Belgique : 27 novembre 2010 sur Be Séries
- Québec : 20 octobre 2010 sur V

- États-Unis : 7,49 millions de téléspectateurs[23] (première diffusion)
- Canada : 1,84 million de téléspectateurs[24] (première diffusion)

- Abby Brammell (Poppy Wells)

### Épisode 10:La Bombe Humaine
- États-Unis /  Canada : 14 décembre 2009 sur FOX / Global
- Suisse : 31 octobre 2010 sur TSR1
- France : 25 novembre 2010 sur M6
- Belgique : 27 novembre 2010 sur Be Séries
- Québec : 27 octobre 2010 sur V

- États-Unis : 6,64 millions de téléspectateurs[25] (première diffusion)
- Canada : 1,31 million de téléspectateurs[26] (première diffusion)

- Felicia Day (Miss Angela)

### Épisode 11:Le Prédateur
- États-Unis /  Canada : 7 juin 2010 sur FOX / Global
- Suisse : 31 octobre 2010 sur TSR1
- France : 25 novembre 2010 sur M6
- Belgique : 4 décembre 2010 sur Be Séries
- Québec : 3 novembre 2010 sur V

- États-Unis : 6,06 millions de téléspectateurs[27] (première diffusion)
- Canada : 1,4 million de téléspectateurs[28] (première diffusion)

- Jason Dohring (Martin)
- Ashley Johnson (Valery)

### Épisode 12:Venger les anges
- États-Unis /  Canada : 14 juin 2010 sur FOX / Global
- Suisse : 31 octobre 2010 sur TSR1
- France : 2 décembre 2010 sur M6
- Belgique : 4 décembre 2010 sur Be Séries
- Québec : 10 novembre 2010 sur V

- États-Unis : 6,48 millions de téléspectateurs[29] (première diffusion)
- Canada : 1,45 million de téléspectateurs[30] (première diffusion)

- Angus Macfadyen (Jimmy Doyle)

### Épisode 13:La Veuve noire
- États-Unis /  Canada : 21 juin 2010 sur FOX / Global
- Suisse : 7 novembre 2010 sur TSR1
- France : 2 décembre 2010 sur M6
- Belgique : 11 décembre 2010 sur Be Séries
- Québec : 17 novembre 2010 sur V

- États-Unis : 6,08 millions de téléspectateurs[31] (première diffusion)
- Canada : 1,36 million de téléspectateurs[32] (première diffusion)

- Melissa George (Clara Musso)
- Max Greenfield (Damian Hardi)

### Épisode 14:L'Enfer du devoir
- États-Unis /  Canada : 28 juin 2010 sur FOX / Global
- Suisse : 7 novembre 2010 sur TSR1
- France : 9 décembre 2010 sur M6
- Belgique : 11 décembre 2010 sur Be Séries
- Québec : 24 novembre 2010 sur V

- États-Unis : 6,2 millions de téléspectateurs[33] (première diffusion)
- Canada : 1,54 million de téléspectateurs[34] (première diffusion)

- Enver Gjokaj (le sergent Turly)

### Épisode 15:Dans ses yeux…
- États-Unis /  Canada : 12 juillet 2010 sur FOX / Global
- Suisse : 14 novembre 2010 sur TSR1
- France : 9 décembre 2010 sur M6
- Belgique : 18 décembre 2010 sur Be Séries
- Québec : 1er décembre 2010 sur V

- États-Unis : 5,71 millions de téléspectateurs[35] (première diffusion)
- Canada : 1,52 million de téléspectateurs[36] (première diffusion)

- Michael Beach (James)
- Melissa George (Clara Musso)
- Chris Tardio (Hollander)

### Épisode 16:Sœurs ennemies
- États-Unis /  Canada : 19 juillet 2010 sur FOX / Global
- Suisse : 14 novembre 2010 sur TSR1
- France : 16 décembre 2010 sur M6
- Belgique : 18 décembre 2010 sur Be Séries
- Québec : 2 février 2011 sur V

- États-Unis : 5,66 millions de téléspectateurs[37] (première diffusion)
- Canada : 1,28 million de téléspectateurs[38] (première diffusion)

- Max Martini (Dave Burns)

### Épisode 17:Ivre de pouvoir
- États-Unis /  Canada : 26 juillet 2010 sur FOX / Global
- Suisse : 21 novembre 2010 sur TSR1
- Belgique : 25 décembre 2010 sur Be Séries
- France : 6 janvier 2011 sur M6
- Québec : 9 février 2011 sur V

- États-Unis : 5,6 millions de téléspectateurs[39] (première diffusion)
- Canada : 1,35 million de téléspectateurs[40] (première diffusion)

- Melissa George (Clara Musso)
- Richard Burgi (le gouverneur Charles Brooks)
- Sheryl Lee (Janet Brooks)

### Épisode 18:Le Sang des combattants
- États-Unis /  Canada : 2 août 2010 sur FOX / Global
- Suisse : 21 novembre 2010 sur TSR1
- Belgique : 25 décembre 2010 sur Be Séries
- France : 6 janvier 2011 sur M6
- Québec : 16 février 2011 sur V

- États-Unis : 5,64 millions de téléspectateurs[41] (première diffusion)
- Canada : 1,19 million de téléspectateurs[42] (première diffusion)

- Rick Gonzalez (Raoul)

### Épisode 19:La Légende d'outre-tombe
- États-Unis /  Canada : 16 août 2010 sur FOX / Global
- Suisse : 28 novembre 2010 sur TSR1
- Belgique : 1er janvier 2011 sur Be Séries
- France : 13 janvier 2011 sur M6
- Québec : 23 février 2011 sur V

- États-Unis : 4,96 millions de téléspectateurs[43] (première diffusion)
- Canada : 1,46 million de téléspectateurs[44] (première diffusion)

- Catherine Dent (Faye Sheridan)
- Kenneth Johnson (Malcolm Hessler)
- David Marciano (Jason Wilkie)
- Benito Martinez (Charlie Sheridan)
- Cathy Cahlin Ryan (Beth)
- David Rees Snell (Kevin Wilkie)
- Erick Avari (Dr Kozell)

### Épisode 20:Plus de secret
- États-Unis /  Canada : 23 août 2010 sur FOX / Global
- Suisse : 28 novembre 2010 sur TSR1
- Belgique : 1er janvier 2011 sur Be Séries
- France : 13 janvier 2011 sur M6
- Québec : 2 mars 2011 sur V

- États-Unis : 5,1 millions de téléspectateurs[45] (première diffusion)
- Canada : 1,47 million de téléspectateurs[46] (première diffusion)

### Épisode 21:Une vie volée
- États-Unis /  Canada : 30 août 2010 sur FOX / Global
- Suisse : 5 décembre 2010 sur TSR1
- Belgique : 8 janvier 2011 sur Be Séries
- France : 20 janvier 2011 sur M6
- Québec : 9 mars 2011 sur V

- États-Unis : 5,21 millions de téléspectateurs[47] (première diffusion)
- Canada : 1,15 million de téléspectateurs[48] (première diffusion)

- Max Martini (Dave Burns)
- Marcus Giamatti (Fentris)
- Natalie Dreyfuss (Molly)
- Haley Ramm (Amy)
- Jos Viramontes (Dr Blake)

### Épisode 22:De l'ombre à la lumière
- États-Unis /  Canada : 13 septembre 2010 sur FOX / Global
- Suisse : 5 décembre 2010 sur TSR1
- Belgique : 8 janvier 2011 sur Be Séries
- France : 20 janvier 2011 sur M6
- Québec : 16 mars 2011 sur V

- États-Unis : 4,94 millions de téléspectateurs[49] (première diffusion)
- Canada : 1,48 million de téléspectateurs[50] (première diffusion)

- Giancarlo Esposito (Beau Hackman)